# I. e. 625
Évszázadok: i. e. 8. század – i. e. 7. század – i. e. 6. század
Évtizedek: i. e. 670-es évek – i. e. 660-as évek – i. e. 650-es évek – i. e. 640-es évek – i. e. 630-as évek – i. e. 620-as évek – i. e. 610-es évek – i. e. 600-as évek – i. e. 590-es évek – i. e. 580-as évek – i. e. 570-es évek
Évek: i. e. 630 – i. e. 629 – i. e. 628 – i. e. 627 –  i. e. 626 – i. e. 625 – i. e. 624 – i. e. 623 – i. e. 622 – i. e. 621 – i. e. 620

## Események
- Nabú-apal-uszur újévkor trónra lép Babilonban. → Újbabiloni Birodalom
- Valószínűleg ebben az évben kényszerítették ki a médek és a babiloniak az asszíroktól a függetlenségüket, illetőleg ekkor ostromolták meg Ninivét.